# AFC Challenge League de 2024–25
A AFC Challenge League de 2024–25 foi a décima primeira edição da terceira competição continental de futebol de clubes da Ásia, organizada pela Confederação Asiática de Futebol (AFC), e a primeira temporada desde que foi renomeada de Copa do Presidente da AFC para AFC Challenge League. É a primeira edição desde 2014, com o torneio sendo reintroduzido em 2024 com um formato reformulado. Os vencedores receberiam uma vaga direta para a fase de grupos da Liga dos Campeões Dois da AFC de 2025–26, caso ainda não tivessem se classificado por meio de seu desempenho nacional.

## Distribuição das vagas
As associações receberam vagas de acordo com a classificação das competições de clubes, que foi publicada após a conclusão das competições de 2022.
| Participação na AFC Challenge League de 2024–25 | Participação na AFC Challenge League de 2024–25 |
| ----------------------------------------------- | ----------------------------------------------- |
|                                                 | Participando                                    |
|                                                 | Não participando                                |

| Classificação | Classificação | Associação membro                                                        | Pontos                        | Vagas         | Vagas        |
| Classificação | Classificação | Associação membro                                                        | Pontos                        | Fase de grupo | Eliminatória |
| Região        | AFC           | Associação membro                                                        | Pontos                        | Fase de grupo | Eliminatória |
| ------------- | ------------- | ------------------------------------------------------------------------ | ----------------------------- | ------------- | ------------ |
| —             | —             | Eliminados na qualificatória da Liga dos Campeões Dois da AFC de 2024–25 | —                             | 2             | 0            |
| 11            | 19            | Kuwait                                                                   | 20.069                        | 1             | 0            |
| 12            | 20            | Turquemenistão                                                           | 19.464                        | 1             | 0            |
| 13            | 22            | Líbano                                                                   | 17.761                        | 1             | 0            |
| 14            | 23            | Síria                                                                    | 17.613                        | 1             | 0            |
| 15            | 27            | Bangladesh                                                               | 14.121                        | 1             | 0            |
| 16            | 28            | Omã                                                                      | 12.453                        | 1             | 0            |
| 17            | 29            | Maldivas                                                                 | 9.467                         | 1             | 0            |
| 18            | 31            | Palestina                                                                | 5.760                         | 1             | 0            |
| 19            | 33            | Quirguistão                                                              | 4.308                         | 0             | 1            |
| 20            | 37            | Nepal                                                                    | 0.813                         | 0             | 1            |
| 21            | 38            | Sri Lanka                                                                | 0.630                         | 0             | 0            |
| 22            | 39            | Butão                                                                    | 0.465                         | 0             | 1            |
| 23            | 41            | Afeganistão                                                              | 0.090                         | 0             | 1            |
| 24            | 42            | Paquistão                                                                | 0.000                         | 0             | 0            |
| 24            | 42            | Iêmen                                                                    | 0.000                         | 0             | 0            |
| Total         | Total         | Associações participantes: 12                                            | Associações participantes: 12 | 10            | 4            |
| Total         | Total         | Associações participantes: 12                                            | Associações participantes: 12 | 14            |              |

| Classificação | Classificação | Associação membro            | Pontos                       | Vagas         | Vagas         | Vagas |
| Classificação | Classificação | Associação membro            | Pontos                       | Fase de grupo | Eliminatórias |       |
| Região        | AFC           | Associação membro            | Pontos                       | Fase de grupo | Eliminatórias |       |
| ------------- | ------------- | ---------------------------- | ---------------------------- | ------------- | ------------- | ----- |
| 11            | 25            | Coreia do Norte              | 16.117                       | 0             | 0             |       |
| 12            | 26            | Indonésia                    | 15.083                       | 1             | 0             |       |
| 13            | 30            | Myanmar                      | 8.287                        | 1             | 0             |       |
| 14            | 32            | Camboja                      | 5.455                        | 1             | 0             |       |
| 15            | 34            | Macau                        | 2.800                        | 0             | 0             |       |
| 16            | 35            | Taipé Chinesa                | 2.067                        | 1             | 0             |       |
| 17            | 36            | Laos                         | 1.362                        | 1             | 0             |       |
| 18            | 40            | Mongólia                     | 0.250                        | 1             | 0             |       |
| 19            | 42            | Brunei                       | 0.000                        | 0             | 0             |       |
| 19            | 42            | Guam                         | 0.000                        | 0             | 0             |       |
| 19            | 42            | Marianas Setentrionais       | 0.000                        | 0             | 0             |       |
| 19            | 42            | Timor-Leste                  | 0.000                        | 0             | 0             |       |
| Total         | Total         | Associações participantes: 6 | Associações participantes: 6 | 6             | 0             |       |
| Total         | Total         | Associações participantes: 6 | Associações participantes: 6 | 6             |               |       |

## Equipes
O número de aparições e a última aparição incluem a Copa do Presidente da AFC como antecessora da AFC Challenge League.
| Equipe            | Método qualificatório                                                             | Par. (última) |
| ----------------- | --------------------------------------------------------------------------------- | ------------- |
| East Bengal       | Eliminados na fase qualificatória da Liga dos Campeões Dois da AFC de 2024–25     | 1ª            |
| Al-Ahli Club      | Eliminados na fase qualificatória da Liga dos Campeões Dois da AFC de 2024–25     | 1ª            |
| Al-Arabi          | Vice-campeão do Campeonato Kuwaitiano de 2023–24                                  | 1ª            |
| Arkadag           | Campeão do Campeonato Turcomeno de 2023 Campeão da Copa do Turquemenistão de 2023 | 1ª            |
| Nejmeh            | Campeão do Campeonato Libanês de 2023–24                                          | 1ª            |
| Al-Fotuwa         | Campeão do Campeonato Sírio de 2023–24                                            | 1ª            |
| Bashundhara Kings | Campeão do Campeonato Bangladês de 2023–24                                        | 1ª            |
| Al-Seeb           | Campeão do Campeonato Omani de 2023–24                                            | 1ª            |
| Maziya            | Campeão do Campeonato Maldivo de 2023                                             | 1ª            |
| Hilal Al-Quds     | Vice-campeão do Campeonato da Cisjordânia de 2022–23                              | 2ª (2013)     |

| Equipe             | Método qualificatório                       | Par. (última) |
| ------------------ | ------------------------------------------- | ------------- |
| Abdysh-Ata Kant    | Campeão do Campeonato Quirguistanês de 2023 | 1ª            |
| Church Boys United | Campeão do Campeonato Nepalês de 2023       | 1ª            |
| Paro               | Campeão da Premier League do Butão de 2023  | 1ª            |
| Attack Energy      | Campeão do Campeonato Afegão de 2024        | 1ª            |

| Equipe          | Método qualificatório                           | Par. (última) |
| --------------- | ----------------------------------------------- | ------------- |
| Madura United   | Vice-campeão do Campeonato Indonésio de 2023–24 | 1ª            |
| Shan United     | Campeão do Campeonato Birmanês de 2023          | 3ª (2009)     |
| Svay Rieng      | Campeão do Campeonato Cambojano de 2023–24      | 2ª (2014)     |
| Tainan City     | Campeão do Campeonato Taiwanês de 2023          | 1ª            |
| Young Elephants | Campeão do Campeonato Laosiano de 2023          | 1ª            |
| SP Falcons      | Campeão do Campeonato Mongol de 2023–24         | 1ª            |

## Calendário
O calendário da competição é o seguinte:
| Fase              | Rodada           | Data do sorteio      | Jogo de ida                                                      | Jogo de volta                                                    |
| ----------------- | ---------------- | -------------------- | ---------------------------------------------------------------- | ---------------------------------------------------------------- |
| Fase preliminar   | Fase preliminar  | Sem sorteio          | 13 de agosto de 2024                                             | 13 de agosto de 2024                                             |
| Fase de grupos    | 1ª rodada        | 22 de agosto de 2024 | 26 de outubro de 2024 (Oeste), 27 de outubro de 2024 (Leste)     | 26 de outubro de 2024 (Oeste), 27 de outubro de 2024 (Leste)     |
| Fase de grupos    | 2ª rodada        | 22 de agosto de 2024 | 29 de outubro de 2024 (Oeste), 30 de outubro de 2024 (Leste)     | 29 de outubro de 2024 (Oeste), 30 de outubro de 2024 (Leste)     |
| Fase de grupos    | 3ª rodada        | 22 de agosto de 2024 | 1 de novembro de 2024 (Oeste), 2 de novembro de 2024 (Leste)     | 1 de novembro de 2024 (Oeste), 2 de novembro de 2024 (Leste)     |
| Fase eliminatória | Quartas de final | Sem sorteio          | 5 de março de 2025 (Oeste), 6 de março de 2025 (East)            | 12 de março de 2025 (Oeste), 13 de março de 2025 (Leste)         |
| Fase eliminatória | Semifinais       | Sem sorteio          | 9 de abril de 2025 (Oeste), 10 de abril de 2025 (Leste)          | 16 de abril de 2025 (Oeste), 17 de abril de 2025 (Leste)         |
| Fase eliminatória | Final            | Sem sorteio          | 10 de maio de 2025 no Estádio Nacional Morodok Techo, Phnom Penh | 10 de maio de 2025 no Estádio Nacional Morodok Techo, Phnom Penh |

## Fase preliminar
O chaveamento preliminar foi determinada com base na classificação de cada equipe na associação e na sua classificação dentro da associação, com a equipe da associação com classificação mais alta sediando a partida. Os dois vencedores da fase preliminar avançaram para a fase de grupos e se juntaram aos 16 participantes diretos.
| Equipe 1           | Resultado | Equipe 2      |
| ------------------ | --------- | ------------- |
| Church Boys United | 1–2       | Paro          |
| Abdysh-Ata Kant    | 2–0       | Attack Energy |

## Fase de grupo
O sorteio para a fase de grupos ocorreu em 22 de agosto na AFC House em Kuala Lumpur, Malásia. As 18 equipes foram divididas em cinco grupos: três compostos por quatro equipes do Oeste cada (Grupos A–C) e dois compostos por três equipes do Leste cada (Grupos D–E). As equipes foram divididas em potes: quatro potes para a região Oeste e três potes para a região Leste, e sorteadas nas posições relevantes dentro de cada grupo, com base na classificação de suas associações. Times da mesma associação não poderiam ser sorteados para o mesmo grupo. As equipes de cada grupo jogarão em campo neutro, em um jogo de ida e volta, contra todos os adversários.

### Região Oeste

#### Grupo A
| Pos | Equipe            | Pts | J | V | E | D | GP | GC | SG | Classificado                 |
| --- | ----------------- | --- | - | - | - | - | -- | -- | -- | ---------------------------- |
| 1   | East Bengal       | 7   | 3 | 2 | 1 | 0 | 9  | 4  | +5 | Avança para Quartas de final |
| 2   | Nejmeh            | 6   | 3 | 2 | 0 | 1 | 5  | 4  | +1 |                              |
| 3   | Paro (H)          | 4   | 3 | 1 | 1 | 1 | 5  | 5  | 0  |                              |
| 4   | Bashundhara Kings | 0   | 3 | 0 | 0 | 3 | 1  | 7  | −6 |                              |

#### Grupo B
| Pos | Equipe          | Pts | J | V | E | D | GP | GC | SG | Classificado                 |
| --- | --------------- | --- | - | - | - | - | -- | -- | -- | ---------------------------- |
| 1   | Arkadag         | 6   | 3 | 2 | 0 | 1 | 6  | 4  | +2 | Avança para Quartas de final |
| 2   | Al-Arabi (H)    | 6   | 3 | 2 | 0 | 1 | 5  | 3  | +2 | Avança para Quartas de final |
| 3   | Abdysh-Ata Kant | 6   | 3 | 2 | 0 | 1 | 4  | 2  | +2 |                              |
| 4   | Maziya          | 0   | 3 | 0 | 0 | 3 | 1  | 7  | −6 |                              |

1. 1 2  Formato pré-determinado
2. 1 2 3  Diferença de gols no confronto direto: Arkadag +1; Al-Arabi 0; Abdysh-Ata Kant –1.

#### Grupo C
| Pos | Equipe        | Pts | J | V | E | D | GP | GC | SG | Classificado                 |
| --- | ------------- | --- | - | - | - | - | -- | -- | -- | ---------------------------- |
| 1   | Al-Seeb (H)   | 9   | 3 | 3 | 0 | 0 | 9  | 0  | +9 | Avança para Quartas de final |
| 2   | Al-Ahli Club  | 2   | 3 | 0 | 2 | 1 | 1  | 2  | −1 |                              |
| 3   | Al-Fotuwa     | 2   | 3 | 0 | 2 | 1 | 1  | 6  | −5 |                              |
| 4   | Hilal Al-Quds | 2   | 3 | 0 | 2 | 1 | 0  | 3  | −3 |                              |

1. 1 2 3  Gols marcados no confronto direto: Al-Ahli Club 1, Al-Fotuwa 1, Hilal Al-Quds 0;
Diferença geral de gols: Al-Ahli Club –1, Al-Fotuwa –5.

### Região leste

#### Grupo D
| Pos | Equipe          | Pts | J | V | E | D | GP | GC | SG | Classificado                 |
| --- | --------------- | --- | - | - | - | - | -- | -- | -- | ---------------------------- |
| 1   | Shan United (H) | 4   | 2 | 1 | 1 | 0 | 4  | 2  | +2 | Avança para Quartas de final |
| 2   | Tainan City     | 4   | 2 | 1 | 1 | 0 | 5  | 4  | +1 | Avança para Quartas de final |
| 3   | Young Elephants | 0   | 2 | 0 | 0 | 2 | 2  | 5  | −3 |                              |

#### Grupo E
| Pos | Equipe         | Pts | J | V | E | D | GP | GC | SG | Classificado                 |
| --- | -------------- | --- | - | - | - | - | -- | -- | -- | ---------------------------- |
| 1   | Madura United  | 4   | 2 | 1 | 1 | 0 | 2  | 1  | +1 | Avança para Quartas de final |
| 2   | Svay Rieng     | 3   | 2 | 1 | 0 | 1 | 3  | 3  | 0  | Avança para Quartas de final |
| 3   | SP Falcons (H) | 1   | 2 | 0 | 1 | 1 | 1  | 2  | −1 |                              |

### Segundos colocados (Região Oeste)
| Pos | Grp | Equipe       | Pts | J | V | E | D | GP | GC | SG | Classificado                 |
| --- | --- | ------------ | --- | - | - | - | - | -- | -- | -- | ---------------------------- |
| 1   | B   | Al-Arabi     | 6   | 3 | 2 | 0 | 1 | 5  | 3  | +2 | Avança para Quartas de final |
| 2   | A   | Nejmeh       | 6   | 3 | 2 | 0 | 1 | 5  | 4  | +1 |                              |
| 3   | C   | Al-Ahli Club | 2   | 3 | 0 | 2 | 1 | 1  | 2  | −1 |                              |

## Fase final

### Chaveamento
|  | Quartas de final | Quartas de final | Quartas de final | Quartas de final | Quartas de final |   |            | Semifinais | Semifinais | Semifinais | Semifinais | Semifinais |  |  | Final | Final | Final |  |
|  |                  |                  |                  |                  |                  |   |            |            |            |            |            |            |  |  |       |       |       |  |
|  | E2               | Svay Rieng       | 6                | 1                | 7                |   |            |            |            |            |            |            |  |  |       |       |       |  |
|  | E2               | Svay Rieng       | 6                | 1                | 7                |   |            |            |            |            |            |            |  |  |       |       |       |  |
|  | D1               | Shan United      | 2                | 2                | 4                |   |            |            |            |            |            |            |  |  |       |       |       |  |
|  | D1               | Shan United      | 2                | 2                | 4                |   | Svay Rieng | Svay Rieng | 3          | 3          | 6          |            |  |  |       |       |       |  |
|  | Região Leste     |                  |                  |                  |                  |   | Svay Rieng | Svay Rieng | 3          | 3          | 6          |            |  |  |       |       |       |  |
|  |                  |                  | Madura United    | Madura United    | 0                | 3 | 3          |            |            |            |            |            |  |  |       |       |       |  |
|  | D2               | Tainan City      | Madura United    | Madura United    | 0                | 3 | 3          | 0          | 0          | 0          |            |            |  |  |       |       |       |  |
|  | D2               | Tainan City      |                  |                  |                  |   |            |            |            | 0          |            |            |  |  |       |       |       |  |
|  | E1               | Madura United    | 0                | 3                | 3                |   |            |            |            |            |            |            |  |  |       |       |       |  |
|  | E1               | Madura United    | 0                | 3                | 3                |   | Svay Rieng | Svay Rieng | 1          |            |            |            |  |  |       |       |       |  |
|  |                  |                  |                  |                  |                  |   |            |            |            |            |            |            |  |  |       |       |       |  |
|  |                  |                  | Arkadag          | Arkadag          | 2                |   |            |            |            |            |            |            |  |  |       |       |       |  |
|  | B2               | Al-Arabi pro.    | Arkadag          | Arkadag          | 2                | 1 | 2          | 3          |            |            |            |            |  |  |       |       |       |  |
|  | B2               | Al-Arabi pro.    |                  |                  |                  |   |            | 3          |            |            |            |            |  |  |       |       |       |  |
|  | C1               | Al-Seeb          | 0                | 2                | 2                |   |            |            |            |            |            |            |  |  |       |       |       |  |
|  | C1               | Al-Seeb          | 0                | 2                | 2                |   | Al-Arabi   | Al-Arabi   | 2          | 0          | 2          |            |  |  |       |       |       |  |
|  | Região Oeste     |                  |                  |                  |                  |   | Al-Arabi   | Al-Arabi   | 2          | 0          | 2          |            |  |  |       |       |       |  |
|  |                  |                  | Arkadag          | Arkadag          | 0                | 3 | 3          |            |            |            |            |            |  |  |       |       |       |  |
|  | A1               | East Bengal      | Arkadag          | Arkadag          | 0                | 3 | 3          | 0          | 1          | 1          |            |            |  |  |       |       |       |  |
|  | A1               | East Bengal      |                  |                  |                  |   |            |            |            | 1          |            |            |  |  |       |       |       |  |
|  | B1               | Arkadag          | 1                | 2                | 3                |   |            |            |            |            |            |            |  |  |       |       |       |  |

### Quartas de final
Nas quartas de final, as oito equipes classificadas jogaram em dois confrontos, com os confrontos e a ordem das partidas determinados pelo sorteio da fase de grupos e pela definição do melhor segundo colocado da região Oeste.
| Equipe 1    | Total | Equipe 2 | 1.º jogo | 2.º jogo |
| ----------- | ----- | -------- | -------- | -------- |
| Al-Arabi    | 3–2   | Al-Seeb  | 1–0      | 2–2      |
| East Bengal | 1–3   | Arkadag  | 0–1      | 1–2      |

| Equipe 1    | Total | Equipe 2      | 1.º jogo | 2.º jogo |
| ----------- | ----- | ------------- | -------- | -------- |
| Svay Rieng  | 7–4   | Shan United   | 6–2      | 1–2      |
| Tainan City | 0–3   | Madura United | 0–0      | 0–3      |

### Semifinais
Nas semifinais, os vencedores das quartas de final de cada região se enfrentaram em um confronto de ida e volta. Os vencedores de cada eliminatória avançaram para a final.
| Equipe 1 | Total | Equipe 2 | 1.º jogo | 2.º jogo |
| -------- | ----- | -------- | -------- | -------- |
| Al-Arabi | 2–3   | Arkadag  | 2–0      | 0–3      |

| Equipe 1   | Total | Equipe 2      | 1.º jogo | 2.º jogo |
| ---------- | ----- | ------------- | -------- | -------- |
| Svay Rieng | 6–3   | Madura United | 3–0      | 3–3      |

### Final
Na final, os vencedores de cada semifinal jogaram entre si, com o time anfitrião se alternando a cada temporada. Os vencedores receberiam uma vaga direta para a fase de grupos da Liga dos Campeões Dois da AFC de 2025–26, caso ainda não estivessem classificados por meio do desempenho nacional.
| 10 de maio de 2025 | Svay Rieng | 1 – 2     | Arkadag                         | Estádio Nacional Morodok Techo, Phnom Penh |
| 19:30 (UTC+7)      | Krya 82'   | Relatório | 59' Saparow · 112' Annadurdyýew | Árbitro: Kim Hee-gon                       |

## Premiação
| AFC Challenge League de 2024–25 |
| Turquemenistão                  |
| ------------------------------- |
| Arkadag Campeão (1.º título)    |

## Artilharia
Fonte:
| Classificação | Jogador                | Equipe          | RD1 | RD2 | RD3 | QF1 | QF2 | SF1 | SF2 | F1 | Total |
| ------------- | ---------------------- | --------------- | --- | --- | --- | --- | --- | --- | --- | -- | ----- |
| 1             | Altymyrat Annadurdyýew | Arkadag         | 1   |     |     |     | 2   |     | 1   | 1  | 5     |
| 2             | Dimitris Diamantakos   | East Bengal     | 1   | 1   | 2   |     |     |     |     |    | 4     |
| 2             | Cristian Roque         | Svay Rieng      |     | 1   |     | 3   |     |     |     |    | 4     |
| 2             | Ye Yint Aung           | Shan United     | 2   |     | 1   |     | 1   |     |     |    | 4     |
| 2             | Min Ratanak            | Svay Rieng      |     |     | 1   | 1   |     | 1   | 1   |    | 4     |
| 6             | Zahir Al-Aghbari       | Al Seeb         | 2   |     | 1   |     |     |     |     |    | 3     |
| 7             | Abdulaziz Al-Muqbali   | Al Seeb         | 1   |     | 1   |     |     |     |     |    | 2     |
| 7             | Ali Khalaf             | Al Arabi        |     |     |     |     |     |     | 2   |    | 2     |
| 7             | Şanazar Tirkişow       | Arkadag         |     |     |     |     |     |     | 2   |    | 2     |
| 7             | Toninho                | Tainan City     |     | 1   | 1   |     |     |     |     |    | 2     |
| 7             | Brylian Aldama         | Young Elephants |     | 2   |     |     |     |     |     |    | 2     |
| 7             | Bounphachan Bounkong   | Svay Rieng      |     |     |     |     |     | 1   | 1   |    | 2     |

Nota
- Os gols marcados nas eliminatórias de qualificação e nas partidas anuladas pela AFC não são contabilizados para determinar o artilheiro (Artigo 64.4 do Regulamento)